# Czałoszewo (gmina Wełes)
Czałoszewo (mac. Чалошево) – wieś w centralnej Macedonii Północnej, administracyjnie należąca do gminy Wełes. W 2002 roku liczyła 210 mieszkańców.
Według danych ze spisu powszechnego przeprowadzonego w 2002 roku, Czałoszewo zamieszkiwało 210 osób deklarujących następującą narodowość:
- Macedończycy – 206 (98,09%)
- Serbowie – 3 (1,43%)
- Inni – 1 (0,48%)